# Jussi Jokinen
Pour les articles homonymes, voir Jokinen.
Jussi Jokinen (né le 1er avril 1983 à Kalajoki en Finlande) est un joueur professionnel finlandais de hockey sur glace.
Jokinen n'a pas de lien de parenté avec Olli Jokinen mais a un frère cadet, Juho, qui évolue dans le club du TPS Turku en première division finlandaise (SM-liiga).

## Carrière en club
Il commence sa carrière en 1999-2000 dans le championnat junior de son pays pour l'équipe du Kärpät Oulu. Il effectue deux saisons dans le championnat et est élu lors de sa première saison meilleur joueur finlandais de moins de 17 ans. En 2001, il participe au repêchage d'entrée dans la Ligue nationale de hockey. Les Stars de Dallas le choisissent en tant que 192e choix, en sixième ronde. Au cours de la saison qui suit, il fait ses débuts dans le championnat senior (SM-liiga) de son pays, toujours avec Kärpät. En 2004 et 2005, il remporte avec son club le titre de champion de Finlande.
Il fait ses débuts dans la LNH lors de la saison 2005-2006 et gagne dès sa première saison une réputation de bon tireur de tir de fusillade.
En 2007, il participe au 55e Match des étoiles de la LNH avec les jeunes vedettes et il inscrit un but et une passe décisive.
Le 26 février 2008, il fut impliqué dans une importante transaction qui l'envoie au Lightning de Tampa Bay en retour notamment de Brad Richards.
Le 7 février 2009, il est échangé aux Hurricanes de la Caroline en retour de Wade Brookbank, Josef Melichar et d'un choix de quatrième ronde en 2009.
Le 3 avril 2013, il est échangé aux Penguins de Pittsburgh en retour d'un choix de repêchage en 2013.

## Statistiques
| Saison     | Équipe                    | Ligue       |     | Saison régulière | Saison régulière | Saison régulière | Saison régulière | Saison régulière |    | Séries éliminatoires | Séries éliminatoires | Séries éliminatoires | Séries éliminatoires | Séries éliminatoires |
| Saison     | Équipe                    | Ligue       | PJ  | B                | A                | Pts              | Pun              | PJ               | B  | A                    | Pts                  | Pun                  |                      |                      |
| 1999-2000  | Kärpät Oulu Jr            | SM-liiga Jr | 28  | 4                | 6                | 10               | 14               | -                | -  | -                    | -                    | -                    |                      |                      |
| 2000-2001  | Kärpät Oulu Jr            | SM-liiga Jr | 41  | 18               | 31               | 49               | 69               | 6                | 2  | 2                    | 4                    | 0                    |                      |                      |
| 2001-2002  | Kärpät Oulu               | SM-liiga    | 54  | 10               | 6                | 16               | 34               | 4                | 1  | 0                    | 1                    | 0                    |                      |                      |
| 2001-2002  | Kärpät Oulu Jr            | SM-liiga Jr | 2   | 4                | 1                | 5                | 2                | 1                | 1  | 1                    | 2                    | 0                    |                      |                      |
| 2002-2003  | Kärpät Oulu               | SM-liiga    | 51  | 14               | 23               | 37               | 10               | 15               | 2  | 1                    | 3                    | 33                   |                      |                      |
| 2003-2004  | Kärpät Oulu               | SM-liiga    | 55  | 15               | 23               | 38               | 20               | 15               | 3  | 4                    | 7                    | 6                    |                      |                      |
| 2004-2005  | Kärpät Oulu               | SM-liiga    | 56  | 23               | 24               | 47               | 24               | 12               | 3  | 4                    | 7                    | 2                    |                      |                      |
| 2005-2006  | Stars de Dallas           | LNH         | 81  | 17               | 38               | 55               | 30               | 5                | 2  | 1                    | 3                    | 0                    |                      |                      |
| 2006-2007  | Stars de Dallas           | LNH         | 82  | 14               | 34               | 48               | 18               | 4                | 0  | 1                    | 1                    | 0                    |                      |                      |
| 2007-2008  | Stars de Dallas           | LNH         | 52  | 14               | 14               | 28               | 14               | -                | -  | -                    | -                    | -                    |                      |                      |
| 2007-2008  | Lightning de Tampa Bay    | LNH         | 20  | 2                | 12               | 14               | 4                | -                | -  | -                    | -                    | -                    |                      |                      |
| 2008-2009  | Lightning de Tampa Bay    | LNH         | 46  | 6                | 10               | 16               | 16               | -                | -  | -                    | -                    | -                    |                      |                      |
| 2008-2009  | Hurricanes de la Caroline | LNH         | 25  | 1                | 10               | 11               | 12               | 18               | 7  | 4                    | 11                   | 2                    |                      |                      |
| 2009-2010  | Hurricanes de la Caroline | LNH         | 81  | 30               | 35               | 65               | 36               | -                | -  | -                    | -                    | -                    |                      |                      |
| 2010-201   | Hurricanes de la Caroline | LNH         | 70  | 19               | 33               | 52               | 24               | -                | -  | -                    | -                    | -                    |                      |                      |
| 2011-2012  | Hurricanes de la Caroline | LNH         | 79  | 12               | 34               | 46               | 54               | -                | -  | -                    | -                    | -                    |                      |                      |
| 2012-2013  | Kärpät Oulu               | SM-liiga    | 21  | 7                | 14               | 21               | 10               | -                | -  | -                    | -                    | -                    |                      |                      |
| 2012-2013  | Hurricanes de la Caroline | LNH         | 33  | 6                | 5                | 11               | 18               | -                | -  | -                    | -                    | -                    |                      |                      |
| 2012-2013  | Penguins de Pittsburgh    | LNH         | 10  | 7                | 4                | 11               | 6                | 8                | 0  | 3                    | 3                    | 4                    |                      |                      |
| 2013-2014  | Penguins de Pittsburgh    | LNH         | 81  | 21               | 36               | 57               | 18               | 13               | 7  | 3                    | 10                   | 10                   |                      |                      |
| 2014-2015  | Panthers de la Floride    | LNH         | 81  | 8                | 36               | 44               | 34               | -                | -  | -                    | -                    | -                    |                      |                      |
| 2015-2016  | Panthers de la Floride    | LNH         | 81  | 18               | 42               | 60               | 42               | 6                | 1  | 3                    | 4                    | 4                    |                      |                      |
| 2017-2018  | Oilers d'Edmonton         | LNH         | 14  | 0                | 1                | 1                | 2                | -                | -  | -                    | -                    | -                    |                      |                      |
| 2017-2018  | Kings de Los Angeles      | LNH         | 18  | 1                | 4                | 5                | 4                |                  |    |                      |                      |                      |                      |                      |
| 2017-2018  | Blue Jackets de Columbus  | LNH         | 14  | 0                | 1                | 1                | 4                |                  |    |                      |                      |                      |                      |                      |
| 2017-2018  | Canucks de Vancouver      | LNH         | 14  | 4                | 6                | 10               | 2                | -                | -  | -                    | -                    | -                    |                      |                      |
| 2018-2019  | EHC Kloten                | LNB         | 7   | 2                | 10               | 12               | 2                | -                | -  | -                    | -                    | -                    |                      |                      |
| 2018-2019  | Kärpät Oulu               | SM-liiga    | 14  | 6                | 14               | 20               | 4                | 16               | 2  | 7                    | 9                    | 20                   |                      |                      |
| 2019-2020  | Kärpät Oulu               | SM-liiga    | 47  | 9                | 25               | 34               | 43               | -                | -  | -                    | -                    | -                    |                      |                      |
| 2020-2021  | Kärpät Oulu               | SM-liiga    | 51  | 9                | 17               | 26               | 14               | 5                | 2  | 1                    | 3                    | 2                    |                      |                      |
| Totaux LNH | Totaux LNH                | Totaux LNH  | 951 | 191              | 372              | 563              | 377              | 54               | 17 | 15                   | 32                   | 20                   |                      |                      |

## Carrière internationale
Il représente la Finlande pour la première fois en 2001 lors des championnats du monde moins de 18 ans. En 2002 et en 2003, il participe aux championnats junior et gagne à deux reprises la médaille de bronze.
En 2005, il participe au championnat senior mais son équipe est éliminée en quarts de finale par la Russie.
Jokinen fait partie de l'équipe de Finlande qui remporte la médaille d'argent au cours du tournoi 2006 des Jeux olympiques d'hiver à Turin en Italie.